# Bernardo II do Congo
Bernardo II (1570 - 1615) foi o manicongo do Reino do Congo entre 9 de agosto de 1614 até seu assassinato em 20 de agosto de 1615. 

## Biografia
D. Bernardo II foi filho do rei Álvaro I e meio-irmão de Álvaro II. Sua mãe era uma serva do rei.  Foi levado ao trono em Setembro de 1614 com apoio de D. Antônio da Silva, Duque de Umbamba. No entanto menos de um ano depois, em agosto de 1615, este último ajudou a destroná-lo, alegando falta de respeito pela religião cristã. Foi substituído por Álvaro III, sogro de D. Antônio da Silva. Após sua deposição, Bernardo foi assassinado para evitar novas reivindicações. O corpo decapitado foi sepultado pelo clero local. 